# Joan Torrendell i Escalas
Joan Torrendell i Escalas (Ciutat de Mallorca, 1869 – Buenos Aires, 1937) fou un escriptor i periodista mallorquí. Fou director i fundador de diversos diaris i revistes a Mallorca, Barcelona i l'Argentina. El seu fill Juan Carlos Torrendell va fundar l'editorial TOR al 1916 a Buenos Aires.
Va estudiar al Seminari de la seva ciutat natal i quan anava a acabar la carrera eclesiàstica es va traslladar amb la seva família a Montevideo (Uruguai), on inicià les seves activitats literàries. Va publicar els seus primers treballs al Seminari Catòlic de Palma, dirigit per Josep Miralles i Sbert, (1928), posteriorment bisbe de Barcelona; del diari Almudaina i en la Il·lustració Ibèrica de Barcelona.
Posteriorment fou director del diari "Última Hora" i del seminari il·lustrat "Fígaro", redactor director de l'Almudaina i fundador i director de La Nova Palma (continuació de la famosa revista "Quadrado") i de La Veu de Mallorca.
A Barcelona va dirigir "La Cataluña" una revista editada per difondre la solidaritat catalana i a Montevideo, en 1911, va fundar el correu de Catalunya. Durant vuit anys va exercir la crítica literària en "La Atlántida" de Buenos Aires. És l'autor d'obres que li han donat un prestigi merescut a Espanya i a l'Amèrica del Sud, entre les seves obres destaquen: "El Picaflor" (Montevideo; 1894); "Pimpollos" (Barcelona, 1895); "Clarín y su ensayo" (Palma, 1900); "Els encarrilats" (Barcelona, 1901) i traduït al castellà; "Els dos esperits" (Barcelona, 1902); "La política catalanesca" (1904, Barcelona); "Transcendència del periodisme per a la propaganda i la consolidació del renaixement i la restauració de la nostra llengua", llegida en el Primer Congrés Internacional de la Llengua Catalana (1906), les cròniques del qual, de to abrandat, envià al diari La Almudaina; "El año literario" (Buenos Aires, 1918); "Los concursos literarios y otros ensayos críticos" (Buenos Aires, 1926).